# Belägringen av Przemyśl
Belägringen av Przemyśl (tyska Permissel) ägde rum mellan den 16 september 1914 och den 22 mars 1915 och var den längsta belägringen under första världskriget. Slaget slutade i ett kännbart nederlag för Österrike-Ungern efter att har pågått i 133 dagar. 

## Bakgrund
I augusti 1914 återupptog ryssarna offensiverna mot Tyskland och Österrike-Ungern. Framryckningen mot Ostpreussen hejdades i slaget vid Tannenberg samma månad men offensiven mot Österrike-Ungern var mer framgångsrik. Ryska trupper tvingade österrikarna att dra sig tillbaka mot Karpaternas fot. Fästningen Przemyśl som var det enda österrikiska fästet i östra Galizien att fortfarande hålla stånd, omringades och lades under belägring.

## Första belägringen
Den 24 september påbörjade befälhavaren för den ryska 3:e armé, Radko Dimitrijev, belägringen av fästningen. De ryska styrkorna led brist på tungt artilleri men trots detta beslöt sig Dimitiev för att storma Przemyśl innan österrikiska förstärkningar hann anlända. Anfallet varade i tre dagar men ledde bara till enorma förluster för ryssarna. Samtidigt inleddes en gemensam tysk-österrikisk offensiv mot Warszawa i norr. I samverkan med framryckningen i norr avancerade en österrikisk-ungersk hjälpkår mot Przemyśl under befäl av Svetozar Borojević von Bojna för att undsätta garnisonen. Dimitiev anade hotet från norr och avbröt belägringen den 11 oktober varpå ryssarna drog sig tillbaka över San.

## Andra belägringen
Efter att den tysk-österrikiska offensiven hejdats utanför Warszawa tvingades von Bojna att dra tillbaka sina trupper. Den 9 november återupptogs belägringen av Przemyśl av den ryska 11:e armén under Andrei Selivanov. Istället för att försöka storma fästningen som Dimitrijev hade gjort, bestämde sig Selivanov för att svälta ut garnisonen. I mitten december bombarderade ryssarna fästningen utan uppehåll samtidigt som förhållandena inuti Przemyśl blev allt sämre. Samtliga försök  att häva belägringen misslyckades och i slutet av februari meddelade stabschefen Franz Conrad von Hötzendorf att inga fler försök skulle göras för att undsätta garnisonen. Den 22 mars 1915 efter över 133 dagars belägring kapitulerade till slut Przemyśl. Bland de 117,000 krigsfångarna fanns nio generaler, nittiotre stabsofficerare samt över 2 500 lägre befälhavare.

## Efterspel
Efter Przemyśls fall låg vägen öppen för ryssarna att tränga in i Ungern. Offensiven genomfördes aldrig men förlusten av fästningen gav moralen bland de österrikisk-ungerska soldaterna den hård törn. Belägringen av Przemyśl och de misslyckade undsättningsförsöken av fästningen hade dessutom kostat Österrike-Ungern hundratusentals stupade och sårade, förluster som den habsburgska armén aldrig skulle återhämta sig helt från.